# Love Lockdown
Love Lockdown' is een nummer geschreven en geproduceerd door de Amerikaanse hiphopartiest Kanye West. Het is de eerste single van Wests vierde studioalbum 808s & Heartbreak.

## Achtergrondinformatie
"Love Lockdown" is in minder dan tien dagen geschreven voor het in première zou gaan tijdens de MTV Video Music Awards 2008. West zei over het nummer dat het zijn "meest favoriete is tot nu toe", en "laat je hart je leiden". Het nummer is een breuk met de eerdere nummers van West, aangezien het de eerste single is zonder rap. In plaats daarvan, zingt West met behulp van de vocale effecten van de Auto-Tune. Door negatieve feedback van de fans, nam hij het nummer opnieuw op maar met taikodrums toegevoegd. De single is ook gecoverd door Patrick Stump van Fall Out Boy.
De videoclip werd geregisseerd door Simon Henwood en voor het eerst getoond op 7 oktober 2008 tijdens een optreden van West in The Ellen DeGeneres Show. Tijdens de show gaf hij aan dat de clip iemand toont die zich totaal eenzaam en geïsoleerd voelt, zoals de hoofdpersoon in de film American Psycho.

## Cover
De cover bestaat uit een leeggelopen ballon in de vorm van een hart, tegen een grijze achtergrond met de woorden "Love Lockdown" in het wit eronder geschreven.

## Tracklist

### VS
1. "Love Lockdown" (main) - 4:31
2. "Love Lockdown" (radio edit) - 4:15
3. "Love Lockdown" (instrumentaal) - 4:37
4. "Love Lockdown" (a capella) - 4:33

### NL
1. "Love Lockdown" - 4:30
2. "Love Lockdown" (videoclip) - 4:30

## Hitnotering
| Love Lockdown in de Nederlandse Top 40 - binnen: 22 november 2008 | Love Lockdown in de Nederlandse Top 40 - binnen: 22 november 2008 | Love Lockdown in de Nederlandse Top 40 - binnen: 22 november 2008 | Love Lockdown in de Nederlandse Top 40 - binnen: 22 november 2008 | Love Lockdown in de Nederlandse Top 40 - binnen: 22 november 2008 | Love Lockdown in de Nederlandse Top 40 - binnen: 22 november 2008 | Love Lockdown in de Nederlandse Top 40 - binnen: 22 november 2008 | Love Lockdown in de Nederlandse Top 40 - binnen: 22 november 2008 | Love Lockdown in de Nederlandse Top 40 - binnen: 22 november 2008 | Love Lockdown in de Nederlandse Top 40 - binnen: 22 november 2008 | Love Lockdown in de Nederlandse Top 40 - binnen: 22 november 2008 | Love Lockdown in de Nederlandse Top 40 - binnen: 22 november 2008 | Love Lockdown in de Nederlandse Top 40 - binnen: 22 november 2008 | Love Lockdown in de Nederlandse Top 40 - binnen: 22 november 2008 |
| Week                                                              | 1                                                                 | 2                                                                 | 3                                                                 | 4                                                                 | 5                                                                 | 6                                                                 | 7                                                                 | 8                                                                 | 9                                                                 | 10                                                                | 11                                                                | 12                                                                | 13                                                                |
| ----------------------------------------------------------------- | ----------------------------------------------------------------- | ----------------------------------------------------------------- | ----------------------------------------------------------------- | ----------------------------------------------------------------- | ----------------------------------------------------------------- | ----------------------------------------------------------------- | ----------------------------------------------------------------- | ----------------------------------------------------------------- | ----------------------------------------------------------------- | ----------------------------------------------------------------- | ----------------------------------------------------------------- | ----------------------------------------------------------------- | ----------------------------------------------------------------- |
| Nummer                                                            | 36                                                                | 27                                                                | 21                                                                | 16                                                                | 13                                                                | 14                                                                | 16                                                                | 16                                                                | 16                                                                | 21                                                                | 33                                                                | 40                                                                | uit                                                               |

## Hitlijsten
In de Verenigde Staten werd het nummer 213 000 keer legaal gedownload, waardoor het debuteerde op nummer 3. Dit is Wests hoogste debuut in zijn carrière, en de op een na hoogste in de geschiedenis van de Billboard Hot 100. In het Verenigd Koninkrijk kwam het tot de 8e positie.

## Remixen
Via zijn website heeft Kanye West enkele remixen van het nummer beschikbaar gesteld voor dj's.